# Viggo Tvergaard
Viggo Tvergaard (født 19. april 1943, Odense) er en dansk ingeniør og professor emeritus på DTU Mekanik ved Danmarks Tekniske Universitet, der bl.a. har forsket i modeller, som kan beskrive brud, geometriændringer og deformationer i metaller og andre materialer.
Han er uddannet cand.polyt., og læste herefter ph.d., som han færdiggjorde i 1971. Han blev dr.techn. på DTU i 1978. Han blev ansat som adjunkt i 1973, lektor i 1988 og forskningsprofessor i 1989 og professor fra 1994. Han har været sektionsleder for Faststofmekanik på DTU.
Han har været redaktør på European Journal of Mechanics A/Solid siden 1995. Han blev valgt som præsident for International Union of Theoretical and Applied Mechanics i 2012.

## Hæder
- 1982 Esso-prisen[1]
- 1989 Villum Kann Rasmussens Årslegat til Teknisk og Naturvidenskabelig Forskning[5]
- 1998 Koiter Medal[1]
- 2010 Alexander Foss' Guldmedalje[1]
- 2017 Timoshenko Medal uddelt af American Society of Mechanical Engineers[3][6]

Andet
- Akademiet for de Tekniske Videnskaber[7]
- 1993 Æresprofessor ved Kungliga Tekniska Högskolan

## Udvalgte publikationer
- "On localization in ductile materials containing spherical voids", Int. J Fracture, Band 18, 1982, S. 237–252.
- med Needleman: "An analysis of ductile rupture in notched bars", J. Mech. Phys. Solids, Band 32, 1984, S. 461–490.
- med A. Needleman: "Analysis of the cup–cone fracture in a round tensile bar", Acta Metall., Band 32, 1984, S. 157–169.
- "On bifurcation and stability under elastic-plastic deformation", in: A. Sawczuk, G. Bianchi (Hrsg.), Plasticity Today, Elsevier 1985, S. 377–398
- "Effect of plasticity on post-buckling behaviour, in: Buckling and Post-Buckling, Four Lectures in Experimental, Numerical and Theoretical Solid Mechanics", Springer, Lecture Notes in Physics, 1987, S. 143–183
- med Needleman: "An analysis of ductile rupture at a crack tip", J . Mech. Phys. Solids, Band 35, 1987, S. 151–183.
- "Material failure by void growth to coalescence", Advances in Applied Mechanics, Band 27, 1990, S. 83–151.